# Olsy (rejon głębocki)
Olsy – dawna wieś. Tereny, na których leżała, znajdują się obecnie na Białorusi, w obwodzie witebskim, w rejonie głębockim, w sielsowiecie Udział.

## Historia
W czasach zaborów wieś w gminie Wierzchnia, w powiecie dzisieńskim, w guberni wileńskiej Imperium Rosyjskiego.
W latach 1921–1945 wieś leżała w Polsce, w województwie wileńskim, w powiecie dziśnieńskim, w gminie Wierzchnie, od 1929 roku w gminie Głębokie.
Według Powszechnego Spisu Ludności z 1921 roku zamieszkiwało tu 66 osób, 2 były wyznania rzymskokatolickiego, 2 prawosławnego a 62 greckokatolickiego. Jednocześnie wszyscy mieszkańcy zadeklarowali polską przynależność narodową. Było tu 13 budynków mieszkalnych.
Wierni należeli do parafii rzymskokatolickiej w Udziale i prawosławnej w miejscowości Wierzchnie. Miejscowość podlegała pod Sąd Grodzki w Głębokiem i Okręgowy w Wilnie; właściwy urząd pocztowy mieścił się w Wierzchni.